# Oscar Nygren (militär)
Oscar Eugène Nygren, född 26 september 1872 i Gävle församling, Gävleborgs län, död 12 januari 1960 i Engelbrekts församling, Stockholm, var en svensk generalstabschef och arméchef.

## Biografi
Nygren blev volontär vid Hälsinge regemente 1890 och avlade mogenhetsexamen vid Gävle högre allmänna läroverk senare samma år. År 1892 avlade han officersexamen vid krigsskolan och blev underlöjtnant vid Hälsinge regemente. Åren 1896–1898 var Nygren elev vid krigshögskolan och aspirant vid generalstaben 1898–1901, där han blev löjtnant 1902. År 1904 blev Nygren kapten vid generalstaben och var generalstabsofficer vid femte arméfördelningens stab 1903–1906 innan han blev adjutant till statsrådet och chefen för lantförsvarsdepartementet, krigsminister Olof Malm 1907–1910. Oscar Nygren blev utnämnd 1918 till chef för Krigshögskolan och överste 1919. Från 1919 till 1923 var han chef för Lantförsvarets kommandoexpedition. Han blev sekundchef för Svea livgarde 1923. År 1928 utnämndes han till kommendant i Boden och ett år senare till generalmajor. År 1930 blev han militärbefälhavare för Övre Norrlands militärområde och 1933 blev han utsedd till chef för generalstaben.
Han gjorde sig militära studieresor till Tyskland, Bulgarien och Turkiet 1918. Åren 1919 och 1922 företog han sig studieresor respektive till Italien och Storbritannien. Han var även sakkunnig i kommittén för de neutrala staternas intressen vid och efter världskrigets slut 1919. Från 1923 till 1934 var han svensk ledamot för armén i Nationernas Förbund permanenta rådgivande militärkommission.
Han blev Sveriges förste arméchef 1936 under tillförordnat mandat fram till 1937 och utsågs samtidigt till generallöjtnant. Under denna period ledde han övergången till den nya arméorganisationen. Den 1 oktober 1937 utsågs Nygren till general i armén och tog samtidigt avsked från aktiv tjänst i armén. Nygren återinträdde i aktiv tjänst under beredskapen under andra världskriget och var chef för andra armékåren i övre Norrland från december 1939 till april 1940 och chef för andra armékåren i Västsverige april 1940 till september 1940 samt april 1941 till augusti 1941.
Nygren blev ledamot av Krigsvetenskapsakademien 1919.

### Familj
Nygren var son till stadsmäklaren Richard Nygren och Thekla Engelmark. Han gifte sig 1905 med Jenny Öhgren (1886–1959), dotter till rådmannen G. A. Öhgren och Ina Granberg. I äktenskapet föddes översten Hans Nygren (1906–1982). Nygren gravsattes på Norra begravningsplatsen i Stockholm.

## Utmärkelser

### Svenska utmärkelser
- Kommendör med stora korset av Svärdsorden, 14 november 1936.[4]
- Kommendör av första klassen av Svärdsorden, 19 september 1925.[5]
- Kommendör av andra klassen av Svärdsorden, 6 juni 1922.[6]
- Riddare av första klassen av Svärdsorden, 1913.[7]
- Kommendör av Vasaorden, 6 juni 1923.[8]
- Riddare av Nordstjärneorden, 1919.[9]

### Utländska utmärkelser
- Storkorset av Finlands Vita Ros’ orden, tidigast 1931 och senast 1935.[10][11]
- Kommendör av andra klassen av Finlands Vita Ros’ orden, tidigast 1921 och senast 1925.[12][13]
- Storkorset av Polska Polonia Restituta, tidigast 1931 och senast 1935.[10][11]
- Kommendör av Polska Polonia Restituta, tidigast 1921 och senast 1925.[12][13]
- Kommendör av första graden av Danska Dannebrogorden, tidigast 1925 och senast 1928.[13][14]
- Kommendör med stjärna av Norska Sankt Olavs orden, tidigast 1925 och senast 1928.[13][14]
- Kommendör av andra klassen av Norska Sankt Olavs orden, tidigast 1921 och senast 1925.[12][13]
- Kommendör med svärd av Bulgariska Sankt Alexanderorden, tidigast 1925 och senast 1928.[13][14]
- Kommendör av Bulgariska Sankt Alexanderorden, tidigast 1918 och senast 1921.[12][15][16]
- Första klassen av Chilenska förtjänsttecknet, tidigast 1921 och senast 1925.[12][13]
- Kommendör av Franska Hederslegionen, tidigast 1931 och senast 1935.[10][11]
- Officer av Franska Hederslegionen, tidigast 1918 och senast 1921.[12][16]
- Riddare av Franska Hederslegionen, 1908.[17][18]
- Kommendör av Franska Svarta stjärnorden, tidigast 1918 och senast 1921.[12][16]
- Kommendör av Italienska kronorden, tidigast 1921 och senast 1925.[12][13]
- Kommendör med svärd av Nederländska Oranien-Nassauorden, tidigast 1921 och senast 1925.[12][13]
- Tredje klassen av Osmanska rikets Osmanié-orden, tidigast 1918 och senast 1921.[12][16]
- Riddare av första klassen av Badiska Zähringer Löwenorden, 1909.[18][19]
- Riddare av tredje klassen av Preussiska Kronorden, 1908.[17][18]
- Riddare av tredje klassen av Ryska Sankt Annas orden, 1909.[18][19]